# European Young Chemists' Network
European Young Chemists’ Network (EYCN) jest sekcją Europejskiego Towarzystwa Chemicznego (EuChemS, European Chemical Society), którego członkami są młodzi naukowcy – chemicy w wieku poniżej 35 lat należący do Towarzystw zrzeszonych w EuChemS.

## Fundacja
EYCN zostało założone w 2006 roku. Idea powstania stowarzyszenia EYCN w ramach EuChemS narodziła się podczas kilku spotkań młodych naukowców z Europy. 31 sierpnia 2006r., podczas pierwszego Europejskiego Kongresu Chemii (ECC) w Budapeszcie, powstał dokument określający misię, zadania i cele EYCN (“Aims, Tasks and Goals of EYCN”).
W marcu 2007 r., z inicjatywy Jens Breffke (Niemcy) i Csaba Janáky (Węgry), odbyło się w Berlinie pierwsze spotkanie, na które zaproszono przedstawicieli wszystkich europejskich Towarzystw Chemicznych, w celu ustalenia zasad oraz regulaminu EYCN. Stworzony statut został zatwierdzony przez Zarząd EuChemS. W międzyczasie EYCN próbowało dotrzeć do wszystkich młodych chemików w ramach Europejskiego Towarzystwa Chemicznego, aby wymieniać wiedzę, doświadczenie i pomysły. Od momentu założenia, stowarzyszenia chemiczne z 28 krajów wybierają swoich delegatów, młodych chemików w celu reprezentowania ich sekcji w organizacji  EYCN (mapa).

## Οrganizacja
Na Zarząd EYCN składają się cztery zespoły (Zespół ds. Członkostwa – Membership Team, Zespół ds. Networkingu – Networks Team, Zespół ds. Nauki – Science Team i Zespół ds. Komunikacji - Communication Team), z których każdy obecnie ma klarownie określone cele i obowiązki i zarządzany jest przez lidera. EYCN jest jednym z najbardziej aktywnych oddziałów EuChemS, którego głównym celem jest wspieranie, mentoring i zachęcanie studentów, młodych oraz doświadczonych naukowców do ciężkiej pracy na rzecz rozwoju nauki, poprzez ustanowienie nagród (za najlepsze plakaty i prezentacje ustne - European Young Chemist Award - EYCA), programy wymiany (stypendia kongresowe - Young Chemists Crossing Borders - YCCB) oraz działania edukacyjne (konferencje, Dni Kariery, sympozja dotyczące umiejętności miękkich).
Należy podkreślić, iż EYCN z powodzeniem współpracuje z innymi stowarzyszeniami chemicznymi zajmującymi się tematyką kariery naukowej w Europie i poza nią. Zbudowało szczególnie owocną współpracę z Amerykańskim Towarzystwem Chemicznym (American Chemical Society) - YoungerChemistsCommittee (ACS-YCC) i obecnie aktywnie współpracuje z Międzynarodowym Stowarzyszeniem Młodych Chemików (International YoungerChemists Network - IYCN).
Obecnie prężnie rozwijająca się działalność EYCN wspierana jest finansowo przez EuChemS oraz wieloletniego partnera - firmę EVONIK Industries.

## Projekty i Wydarzenia
W celu przybliżenia tematu chemii szerszemu gronu odbiorców, od 2016 roku EYCN we współpracy z Królewskim Stowarzyszeniem Chemicznym (Royal Society of Chemistry – RSC) organizuje konkurs fotograficzny pod nazwą „Photochimica”, a także konkurs filmowy pod tytułem „Chemistry Rediscovered”.
EYCN organizuje także inne, różne wydarzenia, w tym odbywającą się co dwa lata międzynarodową konferencję „Zjazd Europejskich Młodych Chemików” (EYCheM), sympozjum podczas odbywającego się co dwa lata ECC, a także coroczny zjazd delegatów (DA). Do tej pory odbyło się 15 Zjazdów Delegatów, pierwszy z nich miał miejsce w 2006 roku w Budapeszcie (Węgry).

## Składy zarządów EYCN
Od 2006 do 2013 roku zarząd EYCN i związanych z nim zespołów zmieniał się losowo co 1-3 lata. Po roku 2013, wybory odbywały się regularnie co dwa lata. Każdy z zarządów EYCN zwiększał znaczenie stowarzyszenia poprzez kilka kluczowych działań.
- 2019-2021[9][10]

Przewodniczący: Antonio M. Rodriguez Garcia (Hiszpania); Sekretarz: Maximilian Menche (Niemcy); Skarbnik: Jelena Lazić (2019-2020) (Serbia) Carina Crucho (2020-2021) (Portugalia); Lider zespołu ds. Komunikacji: Maxime Rossato (Francja); Lider zespołu ds. Kontaktów Międzynarodowych: Lieke van Gijzel (Niderlandy); Lider zespołu ds. Członkostwa: Miguel Steiner (Austria); Lider zespołu ds. Współpracy: Jovana V. Milic (Szwajcaria); Lider zespołu ds. Naukowych: Katarina Josifovska (2019–20) (Północna Macedonia), Robert-Andrei Țincu (2020–21) (Rumunia); Doradca: Alice Soldà (Włochy)
- 2017-2019[11][12]

Przewodniczący: Alice Soldà (Włochy); Sekretarz: Torsten John (Niemcy); Lider zespołu ds. Komunikacji: Kseniia Otvagina (Rosja); Lider zespołu ds. Członkostwa: Jelena Lazić (Serbia); Lider zespołu ds. Współpracy: Victor Mougel (Francja); Lider zespołu ds. Naukowych: Hanna Makowska (Polska); Doradca: Fernando Gomollón-Bel (Hiszpania)
Do kluczowych osiągnięć tego zarządu należą: utworzenie strony internetowej “Chemia w Europie” dostarczającej podstawowych informacji dotyczących akademickiej i przemysłowej chemii w całej Europie, a ponadto został utworzony kanał YouTube EYCN. We współpracy z Forum Młodych Chemików Bremen został zorganizowany drugi Europejski Zjazd Młodych Chemików (EYCheM).
- 2015-2017

Przewodniczący: Fernando Gomollón-Bel (Hiszpania); Sekretarz: Camille Oger (Francja); Lider zespołu ds. Komunikacji: Sarah Newton (Wielka Brytania); Lider zespołu ds. Członkostwa: Emanuel Ehmki (Austria); Lider zespołu ds. Współpracy: Michael Terzidis (Grecja); Lider zespołu ds. Naukowych: Oana Fronoiu (Rumunia)
Do kluczowych osiągnięć tego zarządu należą: Wprowadzenie zasad wyborów zarządu EYCN oraz uczestnictwa w Zjazdach Delegatów, a także rozpoczęcie publikacji co miesięcznego newslettera.
- 2013-2015

Przewodniczący: Frédérique Backaert (Belgia); Sekretarz: Aurora Walshe (Wielka Brytania); Lider zespołu ds. Komunikacji Zewnętrznej: Lisa Phelan (Irlandia); Lider zespołu ds. Członkostwa: Koert Wijnbergen (Niderlandy); Lider zespołu ds. Współpracy: Anna Stefaniuk-Grams (Polska); Lider zespołu ds. Naukowych: Vladimir Ene (Rumunia); Doradca: Cristina Todaşcă (Rumunia)
Główne osiągnięcie tego zarządu: pierwsze uczestnictwo EYCN w Kongresie EuCheMS (ECC5) w Istambule (Turcja) w 2014 roku.
- 2012-2013

Przewodniczący: Cristina Todaşcă (Rumunia); Sekretarz: Aurora Walshe (Wielka Brytania)
Główne osiągnięcie tego zarządu to stworzenie poszczególnych zespołów, powołanie ich liedrów oraz przydzielenie delegatów do poszczególnych zespołów.
- 2010-2012

Przewodniczący: Viviana Fluxa (Szwajcaria); Sekretarz: Cristina Todaşcă (Rumunia); Relacje z przemysłem: Lineke Pelleboer (Niderlandy); Komunikacja Zewnętrzna: Guillaume Poisson (Francja); Członkostwo i Komunikacja Wewnętrzna: Aurora Walshe (Wielka Brytania); Twórca strony internetowej: Małgorzata Zaitz (Polska)
Główne osiągnięcia zarządu: Utworzenie strony internetowej EYCN oraz aktywne uczestnictwo w trzecim Kongresie EuCheMS w Norymberga w 2010 roku.
- 2009-2010

Przewodniczący: Sergej Toews (Niemcy); Sekretarz: Helena Laavi (Finlandia); Relacje z przemysłem: Viviana Fluxa (Szwajcaria); Komunikacja: Dan Dumitrescu (Rumunia); Sprawy Naukowe: Ilya Vorotyntsev (Rosja)
Kluczowym osiągnięciem tego zarządu było opracowanie tożsamości korporacyjnej EYCN.
- 2006-2009

Przewodniczący: Csaba Janáky (Węgry); Sekretarz: Emma Dumphy (Szwajcaria); Skarbnik: Juan Luis Delgado de la Cruz (Hiszpania); Relacje ze sponsorami: Jens Breffke (Niemcy); Oficer ds. Komunikacji: Cristina Todaşcă (Rumunia)

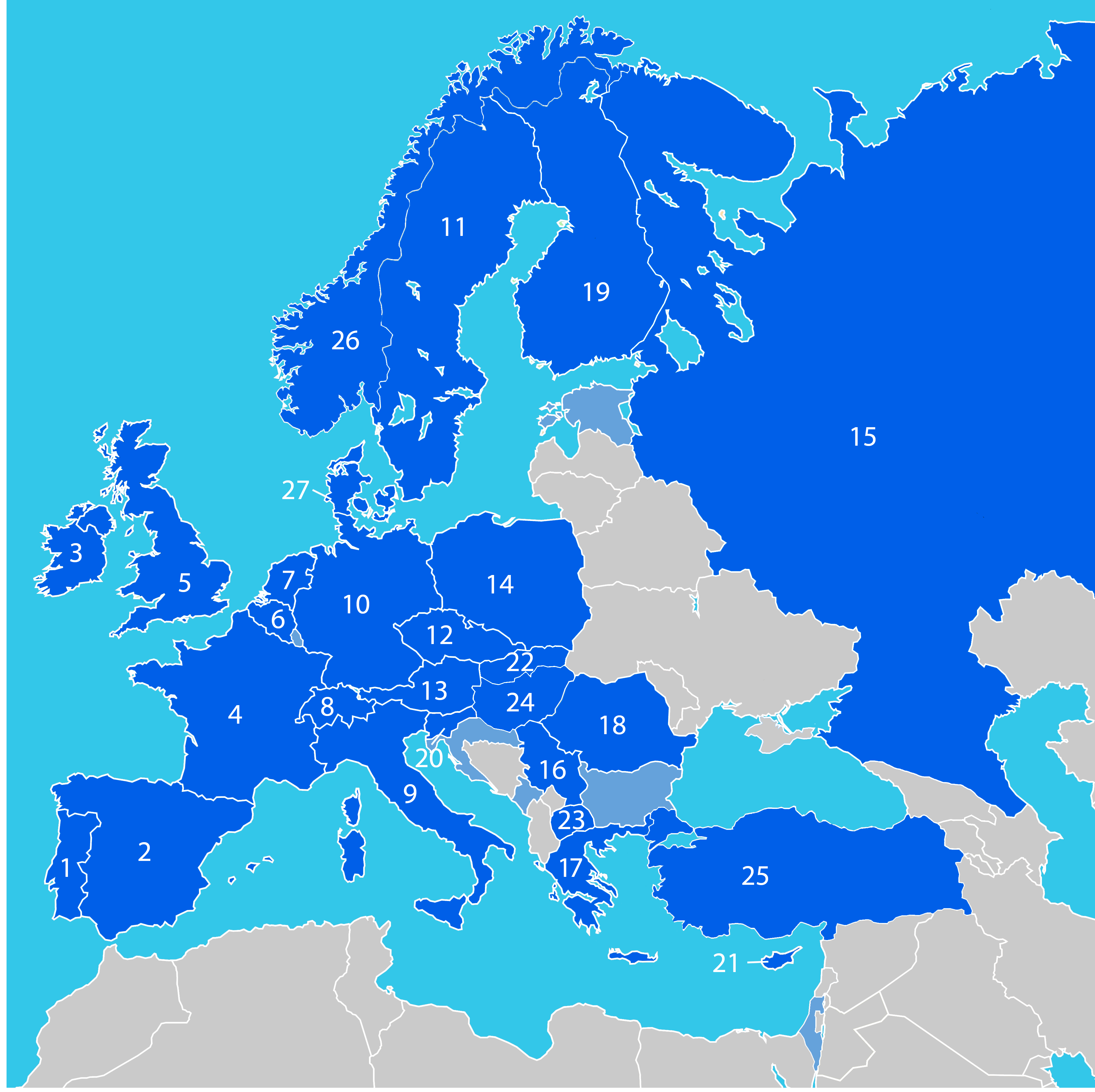
Mapa wszystkich krajów z aktywnymi delegatami w EYCN: (13) Austria (2008), (6) Belgia (2008), (20) Chorwacja (2019), (21) Cypr (2017), (27) Dania (2019), (19) Finlandia (2008), (4) Francja (2007), (17) Grecja (2011), (2) Hiszpania (2007), (3) Irlandia (2008), (7) Niderlandy (2007), (10) Niemcy (2006), (26) Norwegia (2014), (14) Polska (2008), (1) Portugalia (2007), (12) Republika Czeska (2007), (23) Republika Północnej Macedonii (2018), (18) Rumunia (2007), (15) Rosja (2008), (16) Serbia (2011), (22) Słowacja (2018), Słowenia (2015), (11) Szwecja (2010), (8) Szwajcaria (2007), (25) Turcja (2007), (24) Węgry (2006), (5) Wielka Brytania (2007), (9) Włochy (2007)

Kluczowe osiągnięcie tego zarządu to utworzenie EYCN w Berlinie zrzeszającego 12 reprezentantów stowarzyszeń chemicznych.